# Orin Fowler
Orin Fowler (* 29. Juli 1791 in Lebanon, New London County, Connecticut; † 3. September 1852 in Washington, D.C.) war ein US-amerikanischer Politiker. Zwischen 1849 und 1852 vertrat er den Bundesstaat Massachusetts im US-Repräsentantenhaus.

## Werdegang
Orin Fowler genoss eine gute Grundschulausbildung und absolvierte danach das Williams College in Massachusetts. Danach studierte er bis 1814 am Yale College. Nach einem Theologiestudium wurde er entlang des Mississippi River missionarisch tätig. Im Jahr 1820 zog er nach Plainfield, wo er bis 1829 als Geistlicher arbeitete. Danach ließ er sich in Fall River (Massachusetts) nieder und wurde dort Pastor der Congregational Church. Im Jahr 1841 verfasste er eine historische Abhandlung über die Geschichte der Stadt Fall River. Politisch schloss sich Fowler der Whig Party an. Im Jahr 1848 wurde er Mitglied im Senat von Massachusetts.
Bei den Kongresswahlen des Jahres 1848 wurde Fowler im neunten Wahlbezirk von Massachusetts in das US-Repräsentantenhaus in Washington gewählt, wo er am 4. März 1849 die Nachfolge von Artemas Hale antrat. Nach einer Wiederwahl konnte er bis zu seinem Tod am 3. September 1852 im Kongress verbleiben. Diese Zeit war von den Diskussionen um die Sklaverei bestimmt. Im Jahr 1850 wurde mit dem Kompromiss von 1850 eine umstrittene provisorische Lösung gefunden.